# Saperda bilineatocollis
Saperda bilineatocollis är en skalbaggsart som beskrevs av Maurice Pic 1924. Saperda bilineatocollis ingår i släktet Saperda och familjen långhorningar. Inga underarter finns listade i Catalogue of Life.